# James Young Simpson
James Young Simpson, 1.° Baronete (7 de junho de 1811 - 6 de maio de 1870) foi um obstetra escocês. Ele foi o primeiro médico a demonstrar as propriedades anestésicas do clorofórmio em humanos e ajudou a popularizar seu uso na medicina. Os interesses intelectuais de Simpson variavam da arqueologia a um assunto quase tabu na época: hermafroditismo. Ele foi um dos primeiros defensores do uso de parteiras no ambiente hospitalar. Muitas mulheres proeminentes também o consultaram para seus problemas ginecológicos. Simpson escreveu Homeopatia, seus Princípios e Tendências, refutando as ideias apresentadas por Hahnemann. Seus serviços como um dos primeiros fundadores da ginecologia e proponente da reforma hospitalar foram recompensados com o título de cavaleiro e, em 1847, ele foi nomeado médico da rainha na Escócia.  A rainha Vitória também usou anestesia para o parto, resultando em um aumento significativo da popularidade da anestesia. Simpson era amigo íntimo de David Brewster e estava presente em seu leito de morte. Sua contribuição para a compreensão das propriedades anestésicas do clorofórmio teve um grande impacto na cirurgia.

## Educação e início de carreira
James Simpson nasceu em Bathgate, filho mais novo de Mary Jervais e David Simpson, um padeiro. Ele frequentou a escola local e, em 1825, aos 14 anos, ingressou na Universidade de Edimburgo para estudar artes.  Dois anos depois, ele começou seus estudos médicos na universidade, graduando-se com um MBChB. Ele se tornou licenciado do Royal College of Surgeons de Edimburgo em 1830 e recebeu seu MD em 1832.  Enquanto estava na universidade, ele teve aulas adicionais, incluindo as ministradas pelo cirurgião Robert Liston. Como resultado da qualidade de sua tese de MD sobre inflamação, o professor de patologia John Thomson o contratou como seu assistente.
Como estudante, ele se tornou membro e depois presidente sênior da Royal Medical Society, iniciando um interesse vitalício no avanço da Sociedade. Seu primeiro papel foi como clínico geral no distrito de Stockbridge, com sede na 2 Deanhaugh Street, e aos 28 anos, ele sucedeu James Hamilton como professor de medicina e obstetrícia na Universidade de Edimburgo.
A contribuição mais significativa de Simpson para a medicina foi a introdução da anestesia no parto, no entanto, ele também melhorou o design do fórceps obstétrico que até hoje são conhecidos nos círculos obstétricos como "Pinça de Simpson", bem como o projeto do Air Tractor em 1838. O Air Tractor foi o primeiro extrator a vácuo conhecido para auxiliar o parto, no entanto, o método não se tornou popular até a invenção do ventouse, mais de um século depois.
No que diz respeito à religião, Simpson era um adepto devoto da Igreja Livre da Escócia, mas se recusou a assinar a Confissão de Fé de Westminster, por causa do que ele acreditava ser sua interpretação literal do livro de Gênesis.
A residência principal de Simpson era Strathavon Lodge, mas ele também mantinha uma casa na 52 Queen Street, Edimburgo, e uma casa de campo perto de Bathgate.  A sede da família era Strathavon, Linlithgow.

## Anestesia obstétrica

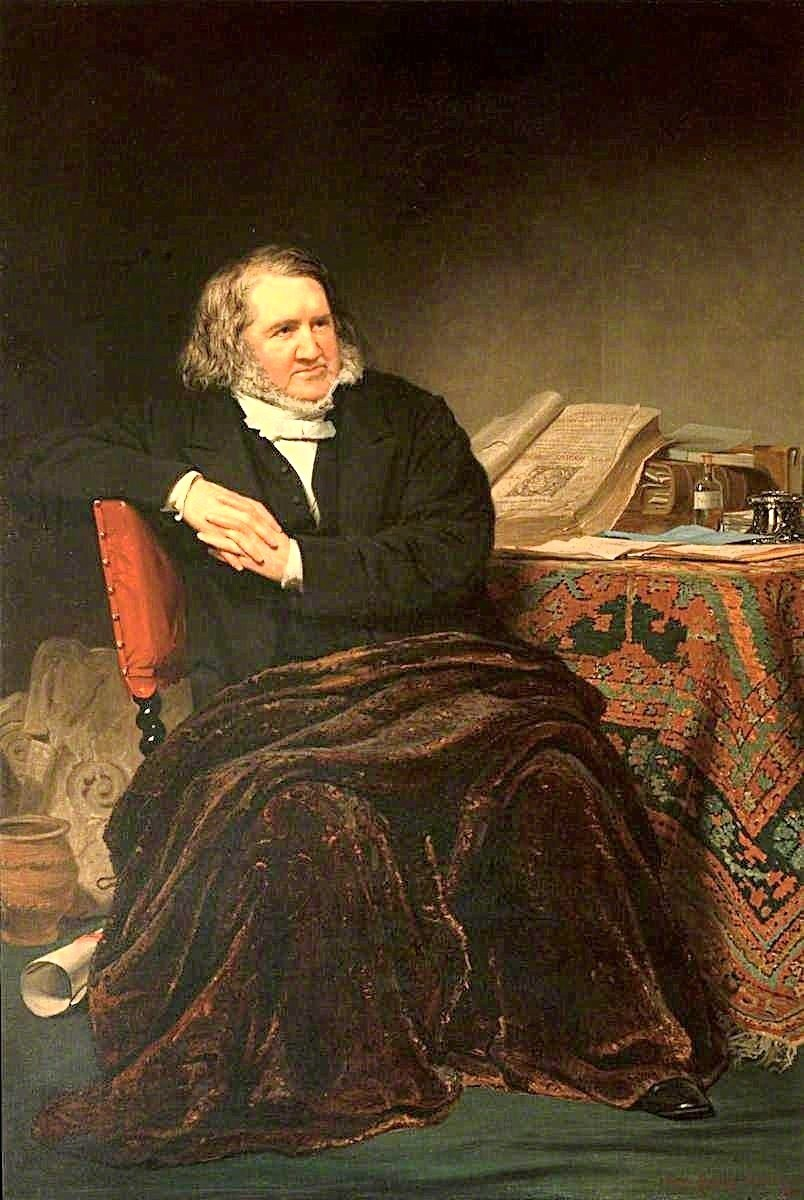
Norman Macbeth - Sir James Young Simpson. Coleção do Royal College of Physicians of Edinburgh

Humphry Davy usou o primeiro anestésico em 1799: óxido nitroso (gás hilariante). A demonstração de William T. G. Morton do éter como anestésico em 1846 foi inicialmente descartada porque irritava os pulmões dos pacientes. O clorofórmio foi inventado em 1831, mas seus usos não foram muito investigados. O Dr. Robert Mortimer Glover descreveu pela primeira vez as propriedades anestésicas do clorofórmio em animais em 1842 em uma tese que ganhou a Medalha de Ouro da Harveian Society naquele ano, mas não pensou em usá-lo em humanos (temendo sua segurança).
Em 1847, Simpson demonstrou pela primeira vez as propriedades do clorofórmio em humanos, durante um experimento com amigos no qual confirmou que poderia ser usado para colocar alguém para dormir. O Dr. Simpson e dois de seus assistentes, Dr. George Skene Keith (1819–1910) e James Matthews Duncan (1826–1890), costumavam sentar-se todas as noites na sala de jantar do Dr. Simpson para experimentar novos produtos químicos para ver se eles tinham algum efeito anestésico. Após uma visita a Linlithgow, onde Simpson foi recomendado para testar uma amostra de clorofórmio de um farmacêutico local, David Waldie, Simpson voltou para Edimburgo.  Em 4 de novembro de 1847, Simpson e seus amigos decidiram experimentar o clorofórmio, que Simpson havia obtido do farmacêutico local William Flockhart de Duncan e Flockhart de North Bridge, Edimburgo.  Ao inalar o produto químico, eles descobriram que um clima geral de alegria e humor havia se instalado, mas de repente todos eles desmaiaram apenas para recuperar a consciência na manhã seguinte. Simpson soube, assim que acordou, que havia encontrado algo que poderia ser usado como anestésico. Eles logo fizeram com que a senhorita Petrie, sobrinha de Simpson, experimentasse. Ela adormeceu logo depois de inalá-lo enquanto cantava as palavras: "Eu sou um anjo!". Existe um mito predominante de que a mãe do primeiro filho nascido sob clorofórmio batizou seu filho de "Anestesia"; a história é vendida na biografia de Simpson, escrita por sua filha Eve. No entanto, o filho do primeiro bebê nascido por clorofórmio explicou que a parturiente de Simpson tinha sido Jane Carstairs, e seu filho foi batizado de Wilhelmina. "Anestesia" foi um apelido que Simpson deu ao bebê.

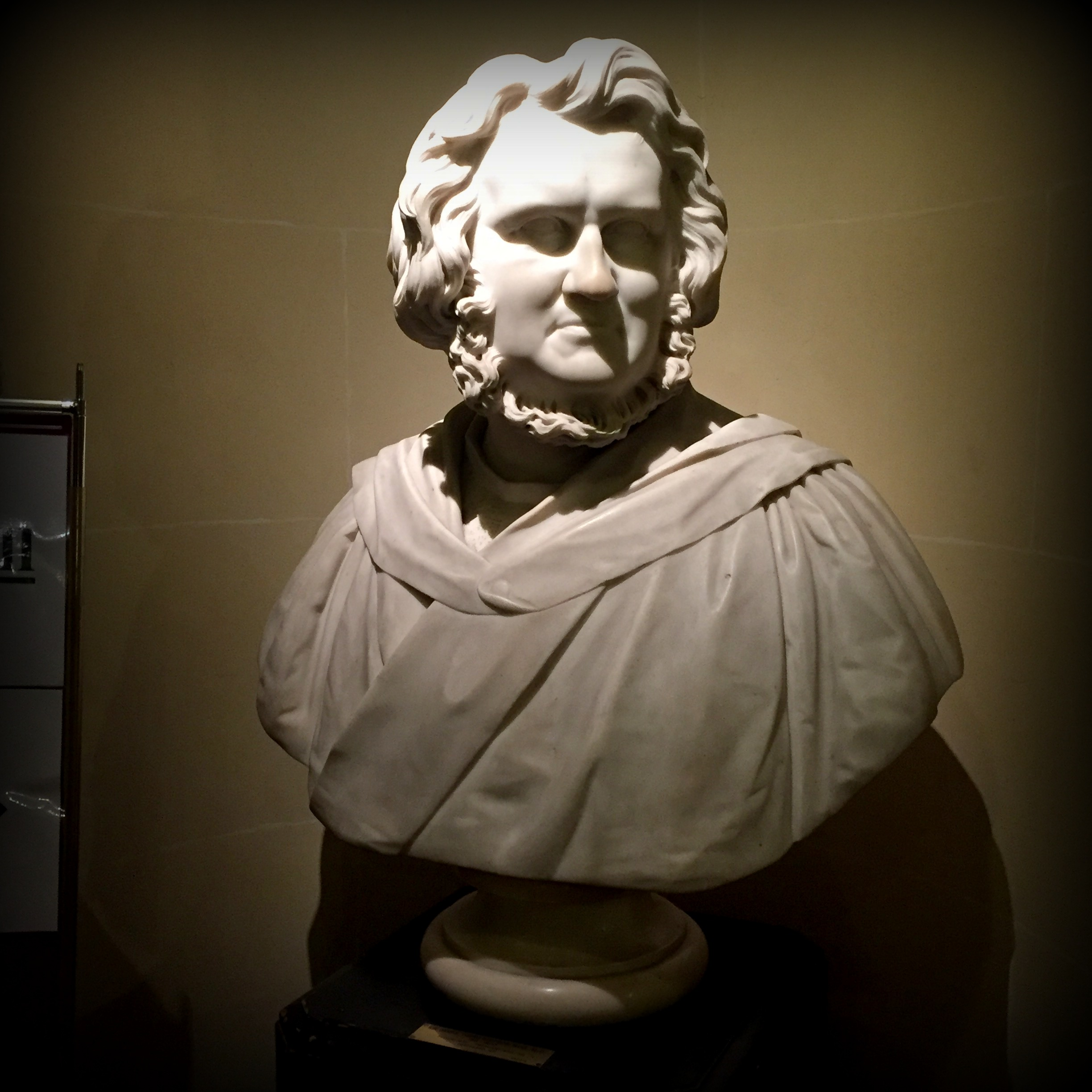
Busto de Sir James Y. Simpson no Royal College of Physicians de Edimburgo, Escócia

Foi por acaso que Simpson sobreviveu à dosagem de clorofórmio que administrou a si mesmo. Se ele tivesse inalado demais e morrido, o clorofórmio teria sido visto como uma substância perigosa, o que de fato é.  Por outro lado, se Simpson tivesse inalado um pouco menos, não o teria colocado para dormir. Foi sua vontade de explorar as possibilidades da substância que o colocou no caminho para uma carreira como pioneiro no campo da medicina. Posteriormente, a organização de suprimentos para Florence Nightingale e a Rainha Vitória levou ao seu uso em obstetrícia e para os militares e, de acordo com o British Medical Journal, mudou a face da medicina por um século.
Um relato de alguns dos primeiros usos de éter de Simpson no parto é relatado pelo médico Edmund Lund, de Manchester, que o visitou em 1847 e pode ser encontrado em um manuscrito mantido por coleções especiais da Universidade de Manchester com a referência MMM / 12/2.

## Pesquisa de antiquários
Simpson ingressou na Sociedade de Antiquários da Escócia em 1849 e tornou-se seu vice-presidente em 1860. Ele fez contribuições tanto para a história da medicina quanto para a arqueologia.  Ele publicou vários artigos sobre hanseníase e sífilis. Em ambos os casos, ele se preocupou com os sintomas das doenças e a relação entre relatos históricos e casos contemporâneos, e também com as instituições que foram criadas para cuidar e segregar os pacientes. Outra área em que trabalhou foi a medicina na Grã-Bretanha romana.  
Simpson publicou um trabalho inicial e importante sobre arte rupestre pré-histórica Archaic Sculpturings of Cups, Circles, &c. Upon Stones and Rocks in Scotland, England, & Other Countries. Simpson listou e categorizou exemplos de esculturas de muitas partes das Ilhas Britânicas, muitas vezes de exame pessoal, e também incluiu exemplos de outros países para comparação. Muitas ilustrações são fornecidas. Após a morte de Simpson, uma coleção de seus ensaios antiquários foi publicada em dois volumes.

## Morte e memoriais
Ele morreu em sua casa em Edimburgo em maio de 1870, aos 58 anos. Um local de sepultamento na Abadia de Westminster foi oferecido à sua família, mas eles recusaram e, em vez disso, o enterraram mais perto de casa no cemitério de Warriston, em Edimburgo.